# 존 애벗
존 조셉 콜드웰 애벗 경(Sir John Joseph Caldwell Abbott, KCMG, 1821년 3월 12일~1893년 10월 30일)은 캐나다의 정치인이자, 제3대 총리(1891~1892)이다.
캐나다 동부의 생앙드레드다르장퇴유(현재 퀘벡주 몬트리올 근처)에서 태어났다. 17세때 집을 떠나 여러 가지 일을 하였다가, 법학을 공부하러 간다. 몬트리올에서 성공적인 변호사가 되었고, 1855년부터 1880년까지 맥길 대학교 법대의 학장을 지냈다. 1887년부터 1889년까지는 몬트리올의 시장을 역임하였다.
1857년부터 1867년까지 캐나다 식민지 정부 아래에 있었고, 캐나다 식민지가 동부의 다른 땅들과 합치면서 캐나다 자치령으로 바뀌었다. 1867년부터 1874년까지 캐나다 자차령의 입법부에 근무하였다가, 1880년에 다시 선출되었다.
1891년 6월 존 맥도널드가 사망하자, 뒤를 이어 총리가 되었다. 총리 재임 중, 경제 침체, 스캔들 등의 여러 문제에 직면했다. 1892년 12월에 뇌암으로 인한 건강 악화로 사임하였다.
1893년 10월 30일 몬트리올에서 사망하였다.

## 서훈
- 1892년 세인트마이클앤드세인트조지 훈장 2등급(KCMG, 작위급 훈장)

## 같이 보기
- 프리메이슨 목록